# نيزك شرغوتي

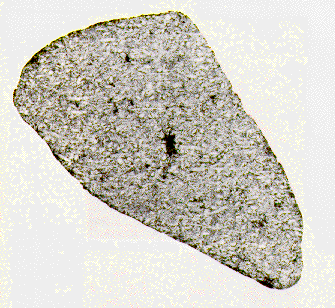
قطعة أخرى من نيزك شرغوطي.

نيزك شرغوتي هو المثال الأول لعائلة نيازك المريخ شيرغوتيت . كان وزن نيزك المريخ 5 كيلوغرامات (11 رطل) الذي سقط على الأرض، في منطقة جايا، بيهار في الهند في 25 أغسطس 1865، وتم استرجاعها من قبل الشهود على الفور تقريبا. التأريخ الإشعاعي يشير إلى أنه تم ترسيخه من الصهارة البركانية منذ حوالي 4.1 مليار سنة. وهو يتألف في الغالب من البيروكسين، ويُعتقد أنه خضع لتغيير مائي سابق للخلايا لعدة قرون. بعض الميزات داخل باطنها موحية بأنها بقايا من بكتيريا (بيوفيلم) والميكروبات الأخرى المرتبطة بها.

## مؤشرات ماء
مثلما وجد على نيزك النخلة فقد وجد على نيزك شرغوتي آثار لا يمكن تكوّنها إلا في وجود ماء يسيل عبر مئات السنين.

## مؤشرات حياة
وجد علي نيزك شرغوطي بيوفيلم متحجر أحفوري، مثلما توجد على الأرض. ولكن يمكن استبعاد أنه نتيجة تشويب من الأرض، ولا يمكن الجزم بأن تلك الآثار الرقيقة عليه أن مصدرها ميكروبي. .